# 常光寺前站
常光寺前站（日语：／ Jōkōjimae eki */?）是位於長崎縣南島原市南有馬町北岡，島原鐵道島原鐵道線的已停用車站。
車站前方設有名為「常光寺」的寺院。

## 歷史
- 1926年（大正15年）7月2日 - 口之津鐵道車站啟用[1]。
- 1943年（昭和18年）7月1日 - 公司合併，成為島原鐵道車站。
- 1985年（昭和60年）12月 - 新候車室竣工。
- 2008年（平成20年）4月1日 - 隨著島原外港站至加津佐站之間廢止，此站也永久停用。

## 車站構造
此站是地面車站，設有1面1線的單式月台。此站是無人車站。站內設有候車室和自動販賣機。月台靠近加津佐一方設有單車停泊場。

## 車站周邊
車站西邊設有廣闊田園。
- 南島原市立古園小學（日语：南島原市立古園小学校）
- 南島原消防署（日语：島原地域広域市町村圏組合消防本部） 有馬分署
- 國道251號（日语：国道251号）
- 天滿神社
- 常光寺

## 使用狀況
在此站最後的一個營業年度（2007年度），一年總乘車人次為8,905人，下車人次為8,772人。
以下為一年總乘車人次和下車人次變化。
| 年度               | 一年總 乘車人次 | 一年總 下車人次 |
| ------------------ | --------------- | --------------- |
| 1997年（平成09年） | 6,519           | 7,089           |
| 1998年（平成10年） | 5,510           | 5,747           |
| 1999年（平成11年） | 5,448           | 6,146           |
| 2000年（平成12年） | 8,615           | 8,381           |
| 2001年（平成13年） | 8,820           | 8,276           |
| 2002年（平成14年） | 9,903           | 9,543           |
| 2003年（平成15年） | 9,520           | 9,433           |
| 2004年（平成16年） | 6,452           | 6,126           |
| 2005年（平成17年） | 7,695           | 7,385           |
| 2006年（平成18年） | 6,989           | 6,826           |
| 2007年（平成19年） | 8,905           | 8,772           |

## 相鄰車站
島原鐵道
島原鐵道線
北有馬－常光寺前－浦田觀音

## 注腳
1. ↑  「地方鉄道運輸開始」『官報』1926年7月8日（國立國會圖書館數碼化收藏）
2. ↑  第56版（平成21年）長崎統計年鑑 （页面存档备份，存于）（日語） - 長崎縣
3. ↑  長崎縣統計年鑑  （页面存档备份，存于）（日語）